# Координати смерті
Координати смерті (в'єт. Tọa độ chết) — перший спільний радянсько-в'єтнамський художній фільм 1985 року, знятий режисерами Самвелом Гаспаровим і Нгуен Суан Тяном. Фільм був створений на основі кіносценарію «Око бурі» (в'єт. Mắt bão) 1972 року відомого в'єтнамського сценариста Хуанг Тік Ті.

## Сюжет
По стежці Хо Ши Міна рухається караван в'єтнамських партизан. Серед них — американська актриса і співачка Кет Френсіс, яка приїхала до В'єтнаму, щоб на батьківщині — в США — розповісти правду про в'єтнамську війну. Американські війська бомблять мирні в'єтнамські міста і села, вриваються в будинки, вбивають населення.
Щоб позбавити Північний В'єтнам продовольства, американська авіація мінує затоку Халонг і інші північнов'єтнамські порти. Всі європейські судна залишають берега Північного В'єтнаму. Але команда вантажного корабля «Челябінськ» з СРСР, незважаючи на ультиматум американських військових, відмовляється поплисти на Батьківщину. На цьому кораблі повернувся із Радянського Союзу в'єтнамець — сапер Фонг, а також прибув його друг, молодий радянський інженер — будівельник мостів Ілля Крутін. Через кілька днів американці обстрілюють судно, і від нього залишається тільки обгорілий каркас. Радянські моряки приходять на допомогу в'єтнамським комуністам і беруть участь в розборі завалів після американських бомбардувань.
Тим часом американка Кет Френсіс добирається до північнов'єтнамського порту Хайфон, де знайомиться з в'єтнамкою Май — дружиною Фонга, у якої під час авіанальоту загинула дитина. Май знайомить Кет зі своїм чоловіком і радянськими моряками. Спільними зусиллями радянські фахівці і в'єтнамські комуністи з ризиком для життя проводять розмінування гаваней, і їм вдається запобігти вибуху в Хайфонському порту, який готували американські спецслужби. Кет Френсіс проводить антивоєнну прес-конференцію за участю американських військовополонених.

## У ролях
- Олександр Галибін — Ілля Крутін, інженер-будівельник, в армії був сапером
- В'єт Бао — Фонг
- Тетяна Лебедєва — Кет Френсіс, американська артистка, журналістка
- Ле Ван — Май, дружина Фонга
- Юрій Назаров — Шухов, капітан судна
- Нгуен Гу Конг — епізод
- Хоанг Уан — епізод
- Ту Ан — епізод
- Май Чау — епізод
- Ву Кі Лан — епізод
- Нгуен Хай — епізод
- Ту Чунг — епізод
- Хай Нят — епізод
- Чіеу Шо — епізод
- Нгуен Хоанг — епізод
- Олександр Самсонов — збитий американський льотчик
- Анатолій Грошевой — полонений американський льотчик
- Олег Коритін — полонений американський льотчик
- Улдіс-Яніс Вейспалс — Рой Джонс, полонений американський льотчик
- Альдо Таммсаар — Віллі Джексон, полонений американський льотчик
- Олександр Філатов — полонений американський льотчик

## Знімальна група
- Режисери — Самвел Гаспаров, Нгуен Суан Тян
- Сценаристи — Олександр Лапшин, Хуанг Тік Ті
- Оператори — Сергій Філіппов, Дан Тху
- Композитор — Євген Крилатов
- Художник — Петро Пашкевич